# Haus von Sangara
Das Haus von Sangara war die letzte Dynastie von Herrschern des neo-hethitischen Staates von Karkemiš. Ihre Mitglieder regierten etwa vom 9. Jahrhundert v. Chr. bis 717 v. Chr.
Folgende Herrscher sind belegt:
- Sangara (870–848 v. Chr.)

- Isarwilamuwa

- Kulanamuwa

- Astiruwa, auch Astiru (Ende 9. bis  Anfang 8. Jahrhundert v. Chr.)

- Yariri (frühes bis mittleres 8. Jahrhundert v. Chr.)

- Kamani (frühes bis mittleres 8. Jahrhundert v. Chr.)

- Sastura (mittleres 8. Jahrhundert v. Chr.)

- Sasturas Sohn (2. Hälfte 8. Jahrhundert v. Chr.)

- Pisiri (738–717 v. Chr.)